# 天主教奧林達暨累西腓總教區
天主教奧林達暨累西腓總教區（拉丁語：Archidioecesis Olindensis et Recifensis）是羅馬天主教在巴西的一個教省總教區，下轄九個教區。
1614年7月15日成立奧林達自治監督區，1676年11月16日升為教區。1910年12月5日升為總教區。1918年7月26日易名至今。
總教區位於伯南布哥州東部，2004年有教友3,371,975人，佔轄區總人口94.4%。教區下轄九十九個堂區，有二百三十名司鐸。現任教區總主教為費爾南多·安多尼·薩布里多。